# Płośnica (gromada)
Płośnica – dawna gromada, czyli najmniejsza jednostka podziału terytorialnego Polskiej Rzeczypospolitej Ludowej w latach 1954–1972.
Gromady, z gromadzkimi radami narodowymi (GRN) jako organami władzy najniższego stopnia na wsi, funkcjonowały od reformy reorganizującej administrację wiejską przeprowadzonej jesienią 1954 do momentu ich zniesienia z dniem 1 stycznia 1973, tym samym wypierając organizację gminną w latach 1954–1972.
Gromadę Płośnica z siedzibą GRN w Płośnicy utworzono – jako jedną z 8759 gromad na obszarze Polski – w powiecie działdowskim w woj. olsztyńskim na mocy uchwały nr 12 WRN w Olsztynie z dnia 4 października 1954. W skład jednostki weszły obszary dotychczasowych gromad Płośnica, Rutkowice, Turza Mała i Prioma ze zniesionej gminy Płośnica w tymże powiecie. Dla gromady ustalono 16 członków gromadzkiej rady narodowej.
1 stycznia 1958 do gromady Płośnica włączono wieś Gródki ze znoszonej gromady Wysoka w tymże powiecie.
1 stycznia 1960 do gromady Płośnica włączono wsie Mały Łęck, Przełęk i Wielki Łęck oraz wybudowanie Morycówka ze zniesionej gromady Wielki Łęck w tymże powiecie.
31 grudnia 1967 do gromady Płośnica włączono część obszaru PGR Rutkowice (45 ha) z gromady Burkat w tymże powiecie; do gromady Płośnica włączono natomiast: a) z gromady Niechłonin w tymże powiecie odcinek rzeki Działdówki na granicy gromad Płośnica i Niechłonin (granicę obu gromad poprowadzono południowym brzegiem nowego koryta rzeki); oraz b) z gromady Dłutowo w tymże powiecie kolejny odcinek Działdówki na granicy gromad Płośnica i Dłutowo (granicę obu gromad poprowadzono południowym brzegiem nowego koryta rzeki).
Gromada przetrwała do końca 1972 roku, czyli do kolejnej reformy gminnej. 1 stycznia 1973 w powiecie działdowskim reaktywowano gminę Płośnica.